# Summit Hotel
Summit Hotel, známý jako Summit Inn Resort, je historický hotel ve North Union Township a South Union Township v Pensylvánii. Je umístěn na 101 Skyline Drive.
Zahrnuje osm budov a tři další stavby. Hlavní budova hotelu byla postavena v roce 1907 a je dvoupatrová, z kamene a štuku v misijním stylu. Jsou tu štíty s parapety a dvě třípodlažní hranaté věže. Budova byla rozšířena v roce 1923. Areál tvoří garáže, dům pro personál, dvě chaty a olympijský bazén (c. 1923) a dvě skladovací nádrže na vodu (c. 1907).
V roce 2005 byl objekt zařazen do National Register of Historic Places.

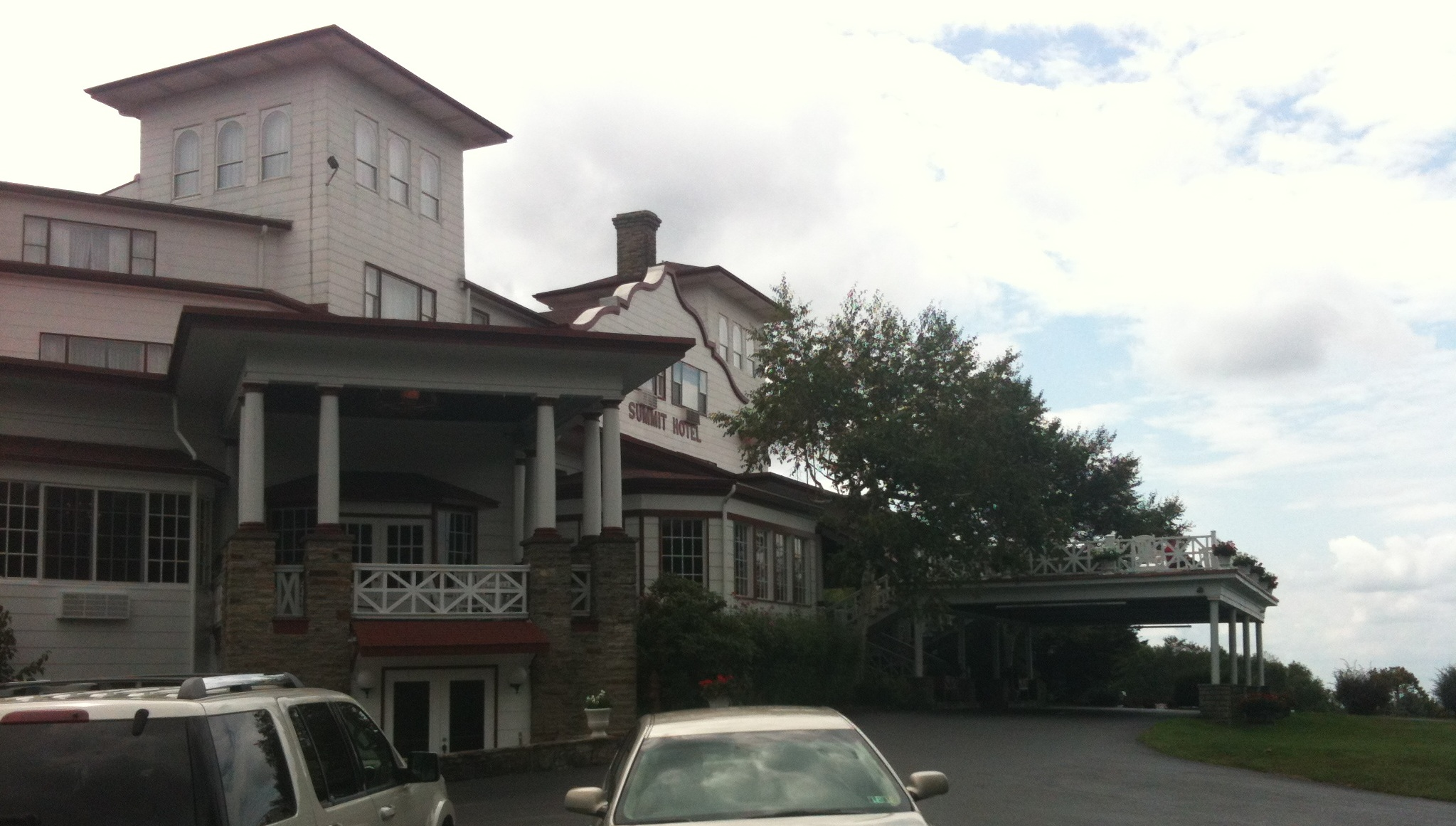
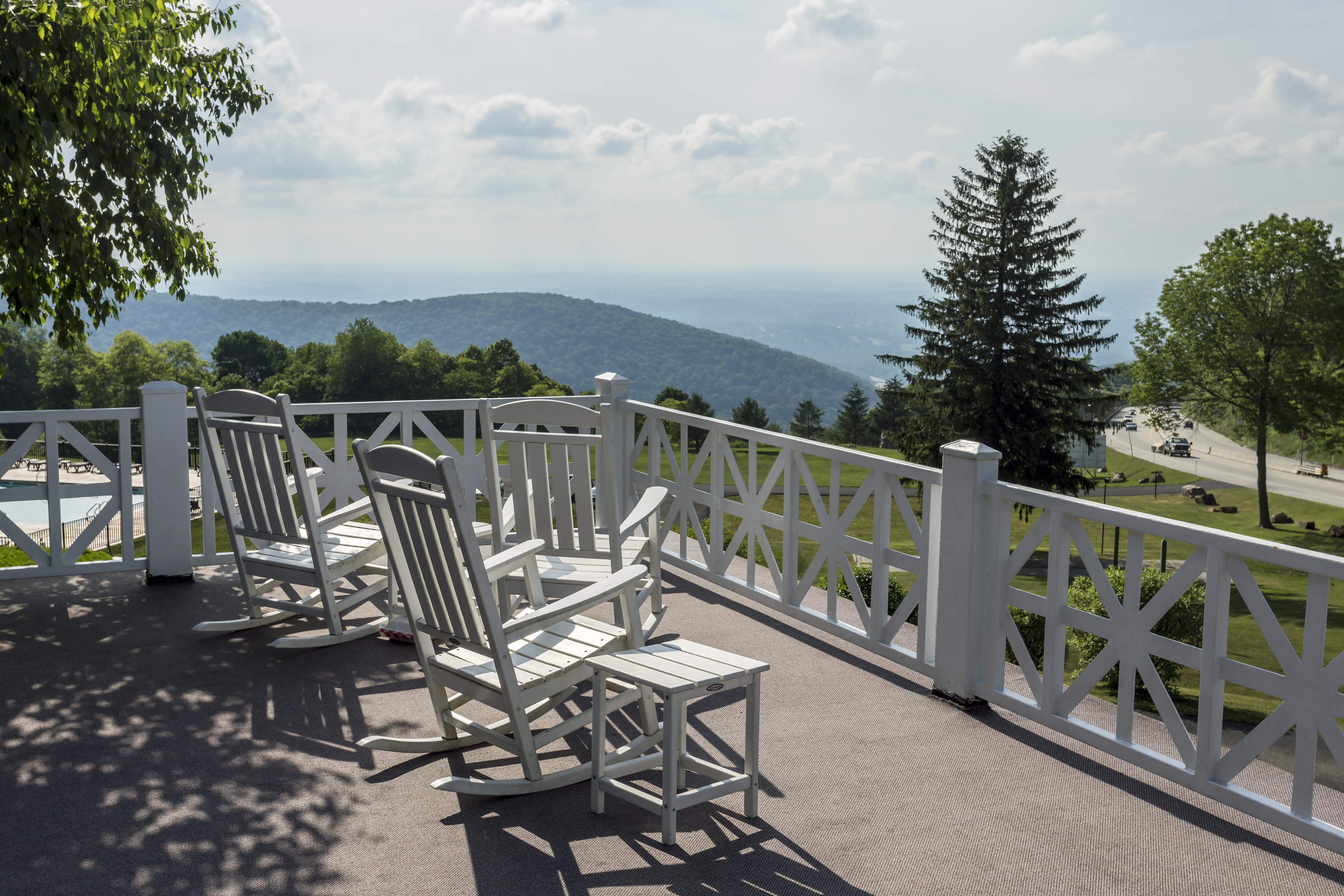
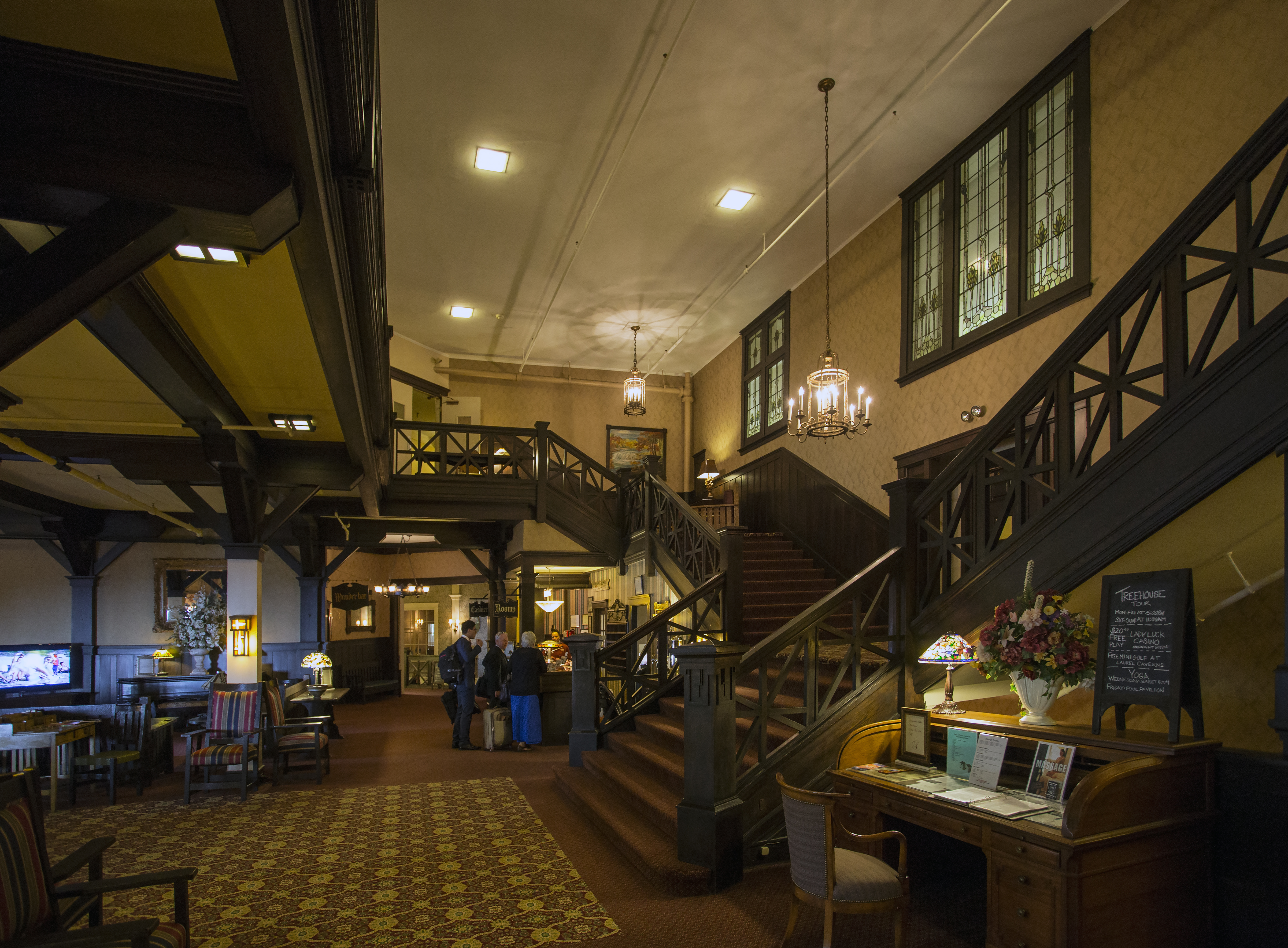